# Centrale thermique de Kusile
La centrale thermique de Kusile est une centrale électrique au charbon de l'entreprise Eskom, située près de Witbank dans la province du Mpumalanga. Elle est constituée de 6 unités de 800 MW.

## Étymologie
« Kusile » signifie « l'aube est arrivée » en ndébélé du Transvaal.

## Histoire
La première unité est branchée au réseau en décembre 2016. La dernière unité est connectée au réseau le 23 mars 2025

## Caractéristiques
La centrale comporte six unités de 800 MW, soit une puissance totale de 4,8 GW.

## Écologie
Il s'agit d'une très grande centrale à charbon, qui augmente fortement les émissions de dioxyde de carbone, en plus de la pollution liée au charbon. Cependant, une nouvelle technologie de désulfuration par voie humide permet le filtrage du dioxyde de soufre. Kusile se veut ainsi « la centrale à charbon la plus propre »,.